# Ozero Shalkar (saltsjö)
Ozero Shalkar (kazakiska: Shalqar Köli) är en saltsjö i Kazakstan.   Den ligger i oblystet Nordkazakstan, i den norra delen av landet, 300 km nordväst om huvudstaden Astana. Arean är 30 kvadratkilometer.